# Live at the 1st Oskar Art Rock Festival 2006
W 2006 roku grupa Believe po wydaniu swojej pierwszej płyty Hope to See Another Day wzięła udział w pierwszym „Oskar Art-Rock Festival” w Poznaniu. Koncert, który odbył się 10 listopada zakończył się późno w nocy owacją publiczności na stojąco. Na festiwalu zagrali jeszcze polski After... i słynny niemiecki Sylvan. Believe był gwiazdą tego wieczoru.
Fantastyczny występ grupy Mirka Gila (ex-gitarzysty legendarnego Collage) z fenomenalną tej nocy Satomi na skrzypcach długo pozostał w pamięci publiczności. W zamiarze organizatora festiwalu było wydanie z tego występu płyty CD. Koncert został profesjonalnie nagrany i wydany po 3 latach.

## Lista utworów
1. What Is Love
2. Needles In My Brian
3. Liar
4. Pain
5. Seven Days
6. Beggar
7. Don’t Tell Me
8. Coming Down
9. Hope To See Another Day
10. Beggar + Coming Down

## Twórcy
- Tomek Różycki – śpiew,gitara
- Mirek Gil – gitara
- Przemas Zawadzki – gitara basowa
- Satomi – skrzypce
- Vlodi Tafel – perkusja
- Adam Miłosz – instrumenty klawiszowe